# أليكس سوبرز
أليكس سوبرز (بالإنجليزية: Alex Sobers) (مواليد 1998) هو سبّاح باربادوسي، مثّل بلاده في الألعاب الأولمبية الصيفية 2016 و2020.

## روابط خارجية
أليكس سوبرز على موقع الاتحاد الدولي للسباحة (الإنجليزية)
- أليكس سوبرز على موقع اللجنة الأولمبية الدولية (الإنجليزية)
- أليكس سوبرز على موقع أوليمبيديا (الإنجليزية)